# Лакхимпур-Кхери
Лакхимпу́р-Кхери́ (англ. Lakhimpur Kheri, хинди लखीमपुर खीरी) — округ в индийском штате Уттар-Прадеш. Административный центр — город Лакхимпур.

## Население
По данным всеиндийской переписи 2001 года население округа составляло 3 207 232 человека. Уровень грамотности взрослого населения составлял 48,39 %, что ниже среднеиндийского уровня (59,5 %).

## География
Площадь округа — 7680 км². Район находится у подножия Гималаев. Лакхимпур-Кхери ограничен на севере рекой Мохан, отделяющей его от Непала; на востоке у реки Кауриала, отделяющей ее от Бахрайча; на юге — Ситапур и Хардой; а на западе — Пилибхитом и Шахджаханпуром.